# بيير ناريس غيران
بيير ناريس غيران Pierre-Narcisse, baron Guérin (و.13 مايو 1774 - 6 يوليو 1833)، مصور فرنسي، ولد في باريس.
كان تلميذاً عند جان بابتيست ريغنيول، فاز بواحدة من ثلاث الجوائز الكبرى grands prix الممنوحة عام 1796، نتيجة مسابقة لم تكن قد عـُقدت منذ سنة 1793. وفي 1799، عـُرضت صورته "Marcus Sextus" (اللوفر) في الصالون وأثارت حماساً كبيراً. جزء من هذا كان بسبب الموضوع—ضحية حظر صولا يعود لروما ليجد زوجته ميتة وبيته في حداد—وفيها توجد إشارة إلى اضطراب الثورة الفرنسية.
وفي تلك المناسبة تـُوِّج جيران علناً من قِبل رئيس معهد المجانين، وذهب إلى روما ليدرس على يد جوزيف-بنوا سوڤي. وذهب عام 1800 إلى نابولي، لعدم استطاعته البقاء في روما لأسباب صحية، حيث رسم «قبر أمينتاس». ورسم غيران عام 1802 لوحة «فيدرا وهيپوليتوس» (اللوفر)؛ بعد عودته إلى باريس، عام 1810، حقق مرة أخرى نجاحاً باهراً برائعته «أندروماك وپيرّوس» (اللوفر)؛ وفي نفس السنة أيضاً عرض «سفالوس وأورورا» (مجموعة سومـّاريڤا) و«بونابرت وثوار القاهرة» (فرساي). وقد وافقت تلك اللوحات الذوق الشعبي للإمبراطورية الأولى، لكونها عالية الميلودراما وتذخر بالعزة.
جلبت الاستعادة لغيران المزيد من الشرف؛ فقد حصل من القنصل الأول عام 1803 على صليب جوقة الشرف، وعيـَّنه لويس الثامن عشر عام 1815 عضواً في الأكاديمية الفرنسية. تغير أسلوبه ليناسب الذوق الشعبي. في لوحة «انياس يحكي لعليسة عن كوارث طروادة» (اللوفر)، اتخذ غيران أسلوباً أكثر إثارة وحيوية.
كـُلـِّف غيران برسم للمادلين منظراً من تاريخ القديس لويس، إلا أن صحته منعته من إتمام ما بدأ، وقبِل عام 1822 منصب مدير مدرسة روما (École de Rome)، وهو المنصب الذي كان قد رفضه من قبل عام 1816. وحصل غيران لدى عودته سنة 1828 على لقب بارون (نبيل)، بعد أن كان شفالييه برتبة القديس ميشل. وقد حاول حينئذ إكمال «پيرّوس وبريام»، وهو العمل الذي كان قد بدأه في روما، إلّا أن ذلك كان دون جدوى؛ فقد انهارت صحته تماماً، وأملاً في النقاهة عاد إلى روما مع هوراس فرنيه. وبعد وصوله بقليل إلى روما، توفي البارون غيران يوم السادس من يوليو 1833، ودُفِن في كنيسة لا ترينيتي ده مونتي بجانب كلود من اللورين.

## روابط خارجية
- بيير ناريس غيران على موقع الموسوعة البريطانية (الإنجليزية)
- بيير ناريس غيران على موقع ميوزك برينز (الإنجليزية)